# Éric Abidal
Éric-Sylvain Abidal (Lione, 11 settembre 1979) è un dirigente sportivo ed ex calciatore francese di origini martinicane, di ruolo difensore. Con la nazionale francese fu vice-campione del mondo nel 2006. Attuale direttore sportivo della squadra degli Emirati Arabi Uniti dell'Al-Wasl.

## Caratteristiche tecniche
Poteva essere schierato sia come terzino sinistro sia come difensore centrale. Giocatore molto abile tatticamente, veloce nella progressione e consapevole dei propri mezzi, è apprezzato per il suo ottimo senso della posizione.

## Carriera

### Giocatore

#### Club

##### Gli inizi, Monaco e Lille
Cresce nel Lyon-La Duchère, squadra dei sobborghi di Lione con cui debutta nel 1999.
Nel 2000 passa al Monaco, dove rimane due anni, collezionando 26 presenze. Abidal debutta in Ligue 1 il 16 settembre 2000 contro il Toulouse allo Stade Louis-II, dove il Monaco si impone 3-0. Nell'estate del 2002 Abidal è prestato al Lille e ritrova il suo ex allenatore, Claude Puel. Viste le buone prestazioni, il Lilla lo acquista.

##### Olympique Lione
Nel 2004 è messo sotto contratto dall'Olympique Lyonnais per 4 anni. Già il primo anno la squadra vince la Ligue 1 e Abidal conquista il suo primo titolo.
Gioca la semifinale della Coupe de la Ligue 2006-2007, dove segna la sua prima rete in carriera, che permette alla sua squadra vincere contro il Le Mans (1-0). In finale l'OL è sconfitta per 1-0 dal Bordeaux.
In totale con l'Olympique Lione Abidal vince tre campionati francesi consecutivi e tre Supercoppe di Francia.

##### Barcellona

###### 2007-2011: iltripletee il Mondiale per club

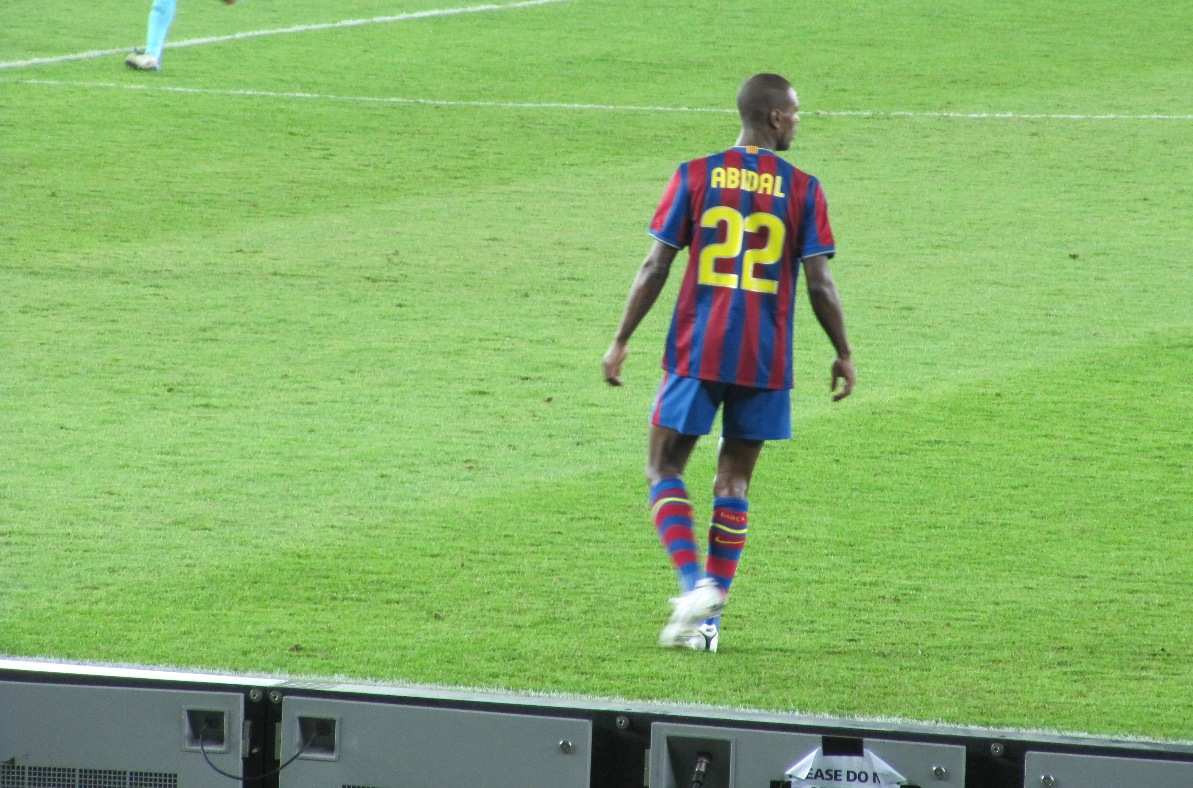
Abidal con la maglia del Barcellona

Nel giugno Abidal è acquistato dal Barcellona per 15 milioni di euro e sigla un contratto di quattro anni. In maglia blaugrana ritrova Thierry Henry e Lilian Thuram, compagni di squadra ai tempi del Monaco e della nazionale.
Nella stagione 2008-2009 con il suo club riesce a completare il triplete vincendo campionato, Coppa del Re e Champions League, pur saltando la finale, essendo stato espulso nel corso della semifinale giocata contro il Chelsea. Nel dicembre del 2009, inoltre, vince anche il Mondiale per club. Il 5 gennaio 2011 realizza, negli ottavi di finale di Coppa del Re, il suo primo gol con la maglia del Barcellona, quello del definitivo 1-1 contro l'Athletic Bilbao, permettendo ai blaugrana di passare il turno.

###### 2011-2012: il tumore e il rischio del termine dalla carriera
Il 15 marzo 2011 gli viene diagnosticato un tumore al fegato, e operato due giorni dopo.. Il 3 maggio 2011, a poco meno di 2 mesi, entra in campo negli ultimi minuti della semifinale di ritorno di Champions League, dopo essere stato accolto da un'ovazione del Camp Nou. L'11 maggio gioca titolare  contro il Levante a poco più di due mesi dall'operazione.
Il 28 maggio gioca da titolare la finale di Champions League contro il Manchester United, vincendola per 3-1; al momento della premiazione, Carles Puyol, capitano del Barcellona entrato a pochi minuti dalla fine, gli cede la fascia di capitano per permettergli di alzare al cielo il trofeo appena conquistato.
Il 18 gennaio 2012 sigla il secondo goal con la maglia del Barcellona, sempre in Coppa del Re, siglando il 2-1 della vittoria contro i rivali del Real Madrid al Bernabèu. Sempre nello stesso giorno rinnova il contratto fino al 2014 con il Barcellona.
Il 10 aprile è sottoposto a un trapianto di fegato, su donazione del cugino Gerard, intervento necessario per le conseguenze del tumore. Prima dell'operazione l'epatologo Gaetano Ideo aveva previsto che Abidal non avrebbe potuto riprendere l'attività agonistica in quanto la riduzione delle difese immunitarie l'avrebbe costretto a sottoporsi a cure speciali per tutta la vita. Il 1º giugno, invece, il chirurgo Juan Carlos Garcia-Valdecasas, che ha eseguito l'operazione di trapianto di fegato, apre uno spiraglio alla continuazione dell'attività agonistica.

##### 2012-2013: l'ultimo anno inblaugrana
Torna in campo a quasi un anno dall'operazione, precisamente il 6 aprile 2013 in occasione della partita di campionato Barcellona-Maiorca (5-0), subentrando a Gerard Piqué al 70'.
Al termine della stagione di fronte alla proposta del club di allenare una delle squadre giovanili rifiuta perché desidera giocare ancora e annuncia quindi che lascerà il Barcellona, ripromettendosi di tornare come allenatore quando lascerà il calcio . Dopo l'ultima partita di campionato, al Camp Nou contro il Malaga, l'intero stadio insieme con i suoi compagni di squadra tributano un grandioso omaggio a lui e al cugino Gérard che gli ha donato un pezzetto di fegato per il trapianto.

#### Monaco
L'8 luglio 2013 torna a giocare nel Monaco, squadra con cui ha esordito tredici anni prima, firmando un contratto annuale. L'allenatore Claudio Ranieri lo nomina immediatamente capitano della squadra. L'esordio con i monegaschi avviene alla prima giornata di campionato, nella vittoria per 2-0 contro il Bordeaux. Il 3 luglio 2014 rinnova il suo contratto per un altro anno.

#### Olympiakos
Solo due giorni dopo aver firmato il contratto per il club monegasco il 5 luglio 2014 viene acquistato dai greci dell'Olympiacos..
Il 19 dicembre dello stesso anno annuncia l'addio e gioca l'ultima partita il giorno dopo contro l'AEL Kalloni.

#### Nazionale
Il 18 agosto 2004, l'allenatore Raymond Domenech lo fa debuttare in nazionale nel match contro la Bosnia-Erzegovina pareggiato 1-1.
Disputa la Coppa del mondo del 2006 in Germania, realizzando uno dei tiri di rigore nella finale di Berlino persa dalla Francia contro l'Italia.
Ha totalizzato 67 presenze in nazionale, l'ultima delle quali il 15 novembre 2013 contro l'Ucraina in un incontro di qualificazione per la Coppa del mondo del 2014.

### Dirigente
Il 7 giugno 2018 viene nominato segretario tecnico del Barcellona, incarico che ricopre fino al 18 agosto 2020, quando risolve il contratto con il club.
L'8 marzo 2025 è stato annunciato come nuovo direttore sportivo dell' Al-Wasl, squadra di Dubai che gioca nella UAE Arabian Gulf League.

## Statistiche

### Presenze e reti nei club
| Stagione          | Squadra           | Campionato        | Campionato | Campionato | Coppe nazionali | Coppe nazionali | Coppe nazionali | Coppe europee | Coppe europee | Coppe europee | Altre coppe | Altre coppe | Altre coppe | Totale | Totale |
| Stagione          | Squadra           | Comp              | Pres       | Reti       | Comp            | Pres            | Reti            | Comp          | Pres          | Reti          | Comp        | Pres        | Reti        | Pres   | Reti   |
| ----------------- | ----------------- | ----------------- | ---------- | ---------- | --------------- | --------------- | --------------- | ------------- | ------------- | ------------- | ----------- | ----------- | ----------- | ------ | ------ |
| 2000-2001         | Monaco            | D1                | 8          | 0          | CF+CdL          | 0               | 0               | UCL           | 1             | 0             | SF          | 0           | 0           | 9      | 0      |
| 2001-2002         | Monaco            | D1                | 14         | 0          | CF+CdL          | 2+1             | 0               | -             | -             | -             | -           | -           | -           | 17     | 0      |
| 2002-2003         | Lilla             | L1                | 27         | 0          | CF+CdL          | 1+2             | 0               | Int           | 0             | 0             | -           | -           | -           | 30     | 0      |
| 2003-2004         | Lilla             | L1                | 35         | 0          | CF+CdL          | 1+1             | 0               | -             | -             | -             | -           | -           | -           | 37     | 0      |
| Totale Lilla      | Totale Lilla      | Totale Lilla      | 62         | 0          |                 | 2+3             | 0               |               | 0             | 0             |             | -           | -           | 67     | 0      |
| 2004-2005         | O. Lione          | L1                | 29         | 0          | CF+CdL          | 3+1             | 0+1             | UCL           | 7             | 0             | SF          | 1           | 0           | 41     | 1      |
| 2005-2006         | O. Lione          | L1                | 14         | 0          | CF+CdL          | 1+1             | 0               | UCL           | 6             | 0             | SF          | 0           | 0           | 22     | 0      |
| 2006-2007         | O. Lione          | L1                | 33         | 0          | CF+CdL          | 1+3             | 0+1             | UCL           | 7             | 0             | SF          | 0           | 0           | 44     | 1      |
| Totale O. Lione   | Totale O. Lione   | Totale O. Lione   | 76         | 0          |                 | 5+5             | 0+2             |               | 20            | 0             |             | 1           | 0           | 107    | 2      |
| 2007-2008         | Barcellona        | PD                | 30         | 0          | CR              | 6               | 0               | UCL           | 10            | 0             | -           | -           | -           | 46     | 0      |
| 2008-2009         | Barcellona        | PD                | 25         | 0          | CR              | 2               | 0               | UCL           | 5             | 0             | -           | -           | -           | 32     | 0      |
| 2009-2010         | Barcellona        | PD                | 17         | 0          | CR              | 2               | 0               | UCL           | 8             | 0             | SS+SU+Cmc   | 1+1+2       | 0           | 31     | 0      |
| 2010-2011         | Barcellona        | PD                | 26         | 0          | CR              | 5               | 1               | UCL           | 8             | 0             | SS          | 2           | 0           | 41     | 1      |
| 2011-2012         | Barcellona        | PD                | 22         | 0          | CR              | 5               | 1               | UCL           | 6             | 0             | SS+SU+Cmc   | 2+1+2       | 0           | 38     | 1      |
| 2012-2013         | Barcellona        | PD                | 5          | 0          | CR              | 0               | 0               | UCL           | 0             | 0             | SS          | 0           | 0           | 5      | 0      |
| Totale Barcellona | Totale Barcellona | Totale Barcellona | 125        | 0          |                 | 20              | 2               |               | 37            | 0             |             | 11          | 0           | 193    | 2      |
| 2013-2014         | Monaco            | L1                | 26         | 0          | CF+CdL          | 3+0             | 0               | -             | -             | -             | -           | -           | -           | 29     | 0      |
| Totale Monaco     | Totale Monaco     | Totale Monaco     | 26         | 0          |                 | 3+0             | 0               |               | -             | -             |             | -           | -           | 29     | 0      |
| 2014-2015         | Olympiacos        | SL                | 9          | 0          | CG              | 0               | 0               | UCL           | 6             | 0             | -           | -           | -           | 15     | 0      |
| Totale carriera   | Totale carriera   | Totale carriera   | 320        | 0          |                 | 42              | 4               |               | 64            | 0             |             | 12          | 0           | 438    | 4      |

### Cronologia presenze e reti in nazionale
| Cronologia completa delle presenze e delle reti in nazionale ― Francia | Cronologia completa delle presenze e delle reti in nazionale ― Francia | Cronologia completa delle presenze e delle reti in nazionale ― Francia | Cronologia completa delle presenze e delle reti in nazionale ― Francia | Cronologia completa delle presenze e delle reti in nazionale ― Francia | Cronologia completa delle presenze e delle reti in nazionale ― Francia | Cronologia completa delle presenze e delle reti in nazionale ― Francia | Cronologia completa delle presenze e delle reti in nazionale ― Francia |
| Data                                                                   | Città                                                                  | In casa                                                                | Risultato                                                              | Ospiti                                                                 | Competizione                                                           | Reti                                                                   | Note                                                                   |
| ---------------------------------------------------------------------- | ---------------------------------------------------------------------- | ---------------------------------------------------------------------- | ---------------------------------------------------------------------- | ---------------------------------------------------------------------- | ---------------------------------------------------------------------- | ---------------------------------------------------------------------- | ---------------------------------------------------------------------- |
| 18-8-2004                                                              | Rennes                                                                 | Francia                                                                | 1 – 1                                                                  | Bosnia ed Erzegovina                                                   | Amichevole                                                             | -                                                                      |                                                                        |
| 9-2-2005                                                               | Saint-Denis                                                            | Francia                                                                | 1 – 1                                                                  | Svezia                                                                 | Amichevole                                                             | -                                                                      | 68’                                                                    |
| 31-5-2005                                                              | Longeville-lès-Metz                                                    | Francia                                                                | 2 – 1                                                                  | Ungheria                                                               | Amichevole                                                             | -                                                                      |                                                                        |
| 9-11-2005                                                              | Fort-de-France                                                         | Francia                                                                | 3 – 2                                                                  | Costa Rica                                                             | Amichevole                                                             | -                                                                      | 14’                                                                    |
| 11-3-2006                                                              | Saint-Denis                                                            | Francia                                                                | 1 – 2                                                                  | Slovacchia                                                             | Amichevole                                                             | -                                                                      | 63’                                                                    |
| 27-5-2006                                                              | Saint-Denis                                                            | Francia                                                                | 1 – 0                                                                  | Messico                                                                | Amichevole                                                             | -                                                                      |                                                                        |
| 31-5-2006                                                              | Lens                                                                   | Francia                                                                | 2 – 0                                                                  | Danimarca                                                              | Amichevole                                                             | -                                                                      | 82’                                                                    |
| 7-6-2006                                                               | Saint-Étienne                                                          | Francia                                                                | 3 – 1                                                                  | Cina                                                                   | Amichevole                                                             | -                                                                      |                                                                        |
| 13-6-2006                                                              | Stoccarda                                                              | Francia                                                                | 0 – 0                                                                  | Svizzera                                                               | Mondiali 2006 - 1º turno                                               | -                                                                      | 64’                                                                    |
| 18-6-2006                                                              | Lipsia                                                                 | Francia                                                                | 1 – 1                                                                  | Corea del Sud                                                          | Mondiali 2006 - 1º turno                                               | -                                                                      | 79’                                                                    |
| 27-6-2006                                                              | Hannover                                                               | Spagna                                                                 | 1 – 3                                                                  | Francia                                                                | Mondiali 2006 - Ottavi di finale                                       | -                                                                      |                                                                        |
| 1-7-2006                                                               | Francoforte sul Meno                                                   | Brasile                                                                | 0 – 1                                                                  | Francia                                                                | Mondiali 2006 - Quarti di finale                                       | -                                                                      |                                                                        |
| 5-7-2006                                                               | Monaco di Baviera                                                      | Portogallo                                                             | 0 – 1                                                                  | Francia                                                                | Mondiali 2006 - Semifinali                                             | -                                                                      |                                                                        |
| 9-7-2006                                                               | Berlino                                                                | Italia                                                                 | 1 – 1 dts (5 – 3 dtr)                                                  | Francia                                                                | Mondiali 2006 - Finale                                                 | -                                                                      |                                                                        |
| 16-8-2006                                                              | Sarajevo                                                               | Bosnia ed Erzegovina                                                   | 1 – 2                                                                  | Francia                                                                | Amichevole                                                             | -                                                                      |                                                                        |
| 2-9-2006                                                               | Tbilisi                                                                | Georgia                                                                | 0 – 3                                                                  | Francia                                                                | Qual. Euro 2008                                                        | -                                                                      |                                                                        |
| 6-9-2006                                                               | Saint-Denis                                                            | Francia                                                                | 3 – 1                                                                  | Italia                                                                 | Qual. Euro 2008                                                        | -                                                                      |                                                                        |
| 7-10-2006                                                              | Glasgow                                                                | Scozia                                                                 | 1 – 0                                                                  | Francia                                                                | Qual. Euro 2008                                                        | -                                                                      |                                                                        |
| 15-11-2006                                                             | Saint-Denis                                                            | Francia                                                                | 1 – 0                                                                  | Grecia                                                                 | Amichevole                                                             | -                                                                      | 46’                                                                    |
| 7-2-2007                                                               | Saint-Denis                                                            | Francia                                                                | 0 – 1                                                                  | Argentina                                                              | Amichevole                                                             | -                                                                      |                                                                        |
| 24-3-2007                                                              | Kaunas                                                                 | Lituania                                                               | 0 – 1                                                                  | Francia                                                                | Qual. Euro 2008                                                        | -                                                                      |                                                                        |
| 28-3-2007                                                              | Saint-Denis                                                            | Francia                                                                | 1 – 0                                                                  | Austria                                                                | Amichevole                                                             | -                                                                      | 46’                                                                    |
| 2-6-2007                                                               | Saint-Denis                                                            | Francia                                                                | 2 – 0                                                                  | Ucraina                                                                | Qual. Euro 2008                                                        | -                                                                      |                                                                        |
| 6-6-2007                                                               | Auxerre                                                                | Francia                                                                | 1 – 0                                                                  | Georgia                                                                | Qual. Euro 2008                                                        | -                                                                      |                                                                        |
| 22-8-2007                                                              | Trnava                                                                 | Slovacchia                                                             | 0 – 1                                                                  | Francia                                                                | Amichevole                                                             | -                                                                      |                                                                        |
| 8-9-2007                                                               | Milano                                                                 | Italia                                                                 | 0 – 0                                                                  | Francia                                                                | Qual. Euro 2008                                                        | -                                                                      |                                                                        |
| 12-9-2007                                                              | Parigi                                                                 | Francia                                                                | 0 – 1                                                                  | Scozia                                                                 | Qual. Euro 2008                                                        | -                                                                      | 77’                                                                    |
| 13-10-2007                                                             | Tórshavn                                                               | Fær Øer                                                                | 0 – 6                                                                  | Francia                                                                | Qual. Euro 2008                                                        | -                                                                      |                                                                        |
| 17-10-2007                                                             | Nantes                                                                 | Francia                                                                | 2 – 0                                                                  | Lituania                                                               | Qual. Euro 2008                                                        | -                                                                      |                                                                        |
| 16-11-2007                                                             | Saint-Denis                                                            | Francia                                                                | 2 – 2                                                                  | Marocco                                                                | Amichevole                                                             | -                                                                      | 46’                                                                    |
| 21-11-2007                                                             | Kiev                                                                   | Ucraina                                                                | 2 – 2                                                                  | Francia                                                                | Qual. Euro 2008                                                        | -                                                                      |                                                                        |
| 6-2-2008                                                               | Malaga                                                                 | Spagna                                                                 | 1 – 0                                                                  | Francia                                                                | Amichevole                                                             | -                                                                      |                                                                        |
| 26-3-2008                                                              | Saint-Denis                                                            | Francia                                                                | 1 – 0                                                                  | Inghilterra                                                            | Amichevole                                                             | -                                                                      |                                                                        |
| 27-5-2008                                                              | Grenoble                                                               | Francia                                                                | 2 – 0                                                                  | Ecuador                                                                | Amichevole                                                             | -                                                                      |                                                                        |
| 3-6-2008                                                               | Saint-Denis                                                            | Francia                                                                | 1 – 0                                                                  | Colombia                                                               | Amichevole                                                             | -                                                                      |                                                                        |
| 9-6-2008                                                               | Zurigo                                                                 | Romania                                                                | 0 – 0                                                                  | Francia                                                                | Euro 2008 - 1º turno                                                   | -                                                                      |                                                                        |
| 17-6-2008                                                              | Zurigo                                                                 | Francia                                                                | 0 – 2                                                                  | Italia                                                                 | Euro 2008 - 1º turno                                                   | -                                                                      | 24’                                                                    |
| 10-9-2008                                                              | Saint-Denis                                                            | Francia                                                                | 2 – 1                                                                  | Serbia                                                                 | Qual. Mondiali 2010                                                    | -                                                                      |                                                                        |
| 11-10-2008                                                             | Costanza                                                               | Romania                                                                | 2 – 2                                                                  | Francia                                                                | Qual. Mondiali 2010                                                    | -                                                                      |                                                                        |
| 14-10-2008                                                             | Saint-Denis                                                            | Francia                                                                | 3 – 1                                                                  | Tunisia                                                                | Amichevole                                                             | -                                                                      |                                                                        |
| 11-2-2009                                                              | Marsiglia                                                              | Francia                                                                | 0 – 2                                                                  | Argentina                                                              | Amichevole                                                             | -                                                                      |                                                                        |
| 5-6-2009                                                               | Lione                                                                  | Francia                                                                | 1 – 0                                                                  | Turchia                                                                | Amichevole                                                             | -                                                                      | cap.                                                                   |
| 9-9-2009                                                               | Belgrado                                                               | Serbia                                                                 | 1 – 1                                                                  | Francia                                                                | Qual. Mondiali 2010                                                    | -                                                                      | 62’                                                                    |
| 10-10-2009                                                             | Guingamp                                                               | Francia                                                                | 5 – 0                                                                  | Fær Øer                                                                | Qual. Mondiali 2010                                                    | -                                                                      |                                                                        |
| 14-11-2009                                                             | Dublino                                                                | Irlanda                                                                | 0 – 1                                                                  | Francia                                                                | Qual. Mondiali 2010                                                    | -                                                                      |                                                                        |
| 26-5-2010                                                              | Lens                                                                   | Francia                                                                | 2 – 1                                                                  | Costa Rica                                                             | Amichevole                                                             | -                                                                      |                                                                        |
| 30-5-2010                                                              | Radès                                                                  | Tunisia                                                                | 1 – 1                                                                  | Francia                                                                | Amichevole                                                             | -                                                                      | 46’                                                                    |
| 4-6-2010                                                               | Saint-Pierre                                                           | Francia                                                                | 0 – 1                                                                  | Cina                                                                   | Amichevole                                                             | -                                                                      |                                                                        |
| 11-6-2010                                                              | Città del Capo                                                         | Uruguay                                                                | 0 – 0                                                                  | Francia                                                                | Mondiali 2010 - 1º turno                                               | -                                                                      |                                                                        |
| 17-6-2010                                                              | Polokwane                                                              | Francia                                                                | 0 – 2                                                                  | Messico                                                                | Mondiali 2010 - 1º turno                                               | -                                                                      | 78’                                                                    |
| 17-11-2010                                                             | Londra                                                                 | Inghilterra                                                            | 1 – 2                                                                  | Francia                                                                | Amichevole                                                             | -                                                                      |                                                                        |
| 9-2-2011                                                               | Parigi                                                                 | Francia                                                                | 1 – 0                                                                  | Brasile                                                                | Amichevole                                                             | -                                                                      |                                                                        |
| 3-6-2011                                                               | Minsk                                                                  | Bielorussia                                                            | 1 – 1                                                                  | Francia                                                                | Qual. Euro 2012                                                        | -                                                                      |                                                                        |
| 6-6-2011                                                               | Donec'k                                                                | Ucraina                                                                | 1 – 4                                                                  | Francia                                                                | Amichevole                                                             | -                                                                      | 76’                                                                    |
| 9-6-2011                                                               | Varsavia                                                               | Polonia                                                                | 0 – 1                                                                  | Francia                                                                | Amichevole                                                             | -                                                                      | cap. 71’                                                               |
| 10-8-2011                                                              | Montpellier                                                            | Francia                                                                | 1 – 1                                                                  | Cile                                                                   | Amichevole                                                             | -                                                                      | cap.                                                                   |
| 2-9-2011                                                               | Tirana                                                                 | Albania                                                                | 1 – 2                                                                  | Francia                                                                | Qual. Euro 2012                                                        | -                                                                      |                                                                        |
| 6-9-2011                                                               | Bucarest                                                               | Romania                                                                | 0 – 0                                                                  | Francia                                                                | Qual. Euro 2012                                                        | -                                                                      |                                                                        |
| 11-10-2011                                                             | Saint-Denis                                                            | Francia                                                                | 1 – 1                                                                  | Bosnia ed Erzegovina                                                   | Qual. Euro 2012                                                        | -                                                                      |                                                                        |
| 15-11-2011                                                             | Saint-Denis                                                            | Francia                                                                | 0 – 0                                                                  | Belgio                                                                 | Amichevole                                                             | -                                                                      |                                                                        |
| 29-2-2012                                                              | Brema                                                                  | Germania                                                               | 1 – 2                                                                  | Francia                                                                | Amichevole                                                             | -                                                                      |                                                                        |
| 14-8-2013                                                              | Bruxelles                                                              | Belgio                                                                 | 0 – 0                                                                  | Francia                                                                | Amichevole                                                             | -                                                                      |                                                                        |
| 6-9-2013                                                               | Tbilisi                                                                | Georgia                                                                | 0 – 0                                                                  | Francia                                                                | Qual. Mondiali 2014                                                    | -                                                                      |                                                                        |
| 10-9-2013                                                              | Homel'                                                                 | Bielorussia                                                            | 2 – 4                                                                  | Francia                                                                | Qual. Mondiali 2014                                                    | -                                                                      |                                                                        |
| 11-10-2013                                                             | Parigi                                                                 | Francia                                                                | 6 – 0                                                                  | Australia                                                              | Amichevole                                                             | -                                                                      | 46’                                                                    |
| 15-10-2013                                                             | Saint-Denis                                                            | Francia                                                                | 3 – 0                                                                  | Finlandia                                                              | Qual. Mondiali 2014                                                    | -                                                                      |                                                                        |
| 15-11-2013                                                             | Kiev                                                                   | Ucraina                                                                | 2 – 0                                                                  | Francia                                                                | Qual. Mondiali 2014                                                    | -                                                                      |                                                                        |
| Totale                                                                 |                                                                        | Presenze                                                               | 67                                                                     |                                                                        | Reti                                                                   | 0                                                                      |                                                                        |

## Palmarès

### Club

#### Competizioni nazionali
- Supercoppa francese: 3

Lione: 2004, 2005, 2006
- Campionato francese: 3

Lione: 2004-2005, 2005-2006, 2006-2007
- Coppa di Spagna: 2

Barcellona: 2008-2009, 2011-2012
- Campionato spagnolo: 4

Barcellona: 2008-2009, 2009-2010, 2010-2011, 2012-2013
- Supercoppa di Spagna: 3

Barcellona: 2009, 2010, 2011

#### Competizioni internazionali
- UEFA Champions League: 2

Barcelona: 2008-2009, 2010-2011
- Supercoppa UEFA: 2

Barcellona: 2009, 2011
- Coppa del mondo per club: 2

Barcellona: 2009, 2011

### Individuale
- UEFA Team of the Year: 1

2007
- Miglior difensore della Liga spagnola: 1

2010-2011
- Globe Soccer Awards: 1

Premio alla carriera per calciatori: 2012